# Zuidlaardermarkt
De Zuidlaardermarkt is vanouds een paardenmarkt maar tegenwoordig vooral een dieren- en warenmarkt die jaarlijks op de derde dinsdag in oktober wordt gehouden in het Noord-Drentse dorp Zuidlaren, Nederland. 
De markt staat bekend als Europa's grootste najaarsmarkt voor paarden en wordt door rond de 150.000 mensen bezocht, vooral Nederlanders, maar vanwege de paardenhandel zijn er ook vele Duitsers, Belgen, Denen, Polen en Italianen op de markt te vinden. 
Naast de paardenmarkt wordt een warenmarkt georganiseerd met kramen verspreid over 4,2 kilometer. Hier zijn allerlei dingen te koop waaronder de bekende "Zuidlaarderbol". Ook worden er verschillende activiteiten rond de markt georganiseerd.
De eerste vermelding van de markt dateert uit 1701. Er is ook een oorkonde uit 1232 waarin gesproken wordt over een markt in 'Laren', maar tegenwoordig wordt het waarschijnlijker geacht dat deze markt zich destijds in Noordlaren bevond. Vlak na de Tweede Wereldoorlog dacht men echter dat dit jaartal met zekerheid op Zuidlaren moest slaan en om in 1950 het '750-jarig bestaan' te kunnen vieren werd gemakshalve als beginjaar 1201 genomen.
De Zuidlaardermarkt en evenementen rondom de markt worden georganiseerd door de Stichting Evenementen Zuidlaardermarkt.

## Activiteiten
Op vrijdagavond wordt de Zuidlaardermarktweek geopend door de burgemeester van de gemeente Tynaarlo. Op zaterdag is er 's morgens een hardloopwedstrijd, de Zuidlaardermarktloop waar vooral mensen uit Noord-Nederland op af komen. Men kan hierbij kiezen voor de afstand van 5 kilometer en de afstand van 10 kilometer. Voor de basisschoolkinderen is er ook een loop van ongeveer 2,5 kilometer. Zaterdagavond is er vuurwerk achter de Prins Bernhardhoeve. Zondags is er een visstekwedstrijd en zijn er verschillende straatartiesten. Ook is het zondags koopzondag. Maandagavond en -nacht staat in het teken van de "Zuidlaardernacht" waarbij drank en muziek centraal staat. Tijdens deze nacht worden de paarden al aangevoerd en wordt de markt opgebouwd voor de volgende dag. Op dinsdag om ongeveer 6 uur in de morgen wordt de markt geopend.
Vanaf de opening op vrijdagavond tot woensdagmiddag rond vier uur is er kermis op de brink. Deze kermis bestaat uit ongeveer 35 attracties en is een van de grotere kermissen in Noord-Nederland. Op de woensdagmiddag na de Zuidlaardermarkt is de kermis extra goedkoop.

## Feiten en cijfers
Sinds 2001 is de naam "Zuidlaardermarkt" beschermd en mag men de naam niet meer voor andere doeleinden worden gebruikt. Ook het logo, de specifieke kleuren en het boertje zijn beschermd. Misbruik van de naam, logo, kleuren of het boertje zijn dan ook strafbaar.
Van deze jaarmarkt wordt al melding gemaakt in officiële documenten van rond het jaar 1200.
Sinds de MKZ-crisis in 2001 worden er geen runderen meer verhandeld.
Voor de stroomvoorziening van de markt en kermis worden in totaal 18 aggregaten en meer dan 1800 meter kabels gebruikt.
De verantwoordelijkheid van het management van de Zuidlaardermarkt ligt bij marktmeester Jaap Mellema. Deze krijgt steun van vele vrijwilligers uit het verenigingsleven van Zuidlaren. Ook wordt er een beroep gedaan op het politiekorps Drenthe om de orde in het dorp tijdens de Zuidlaarder Feestweek te bewaren.

## Aantal paarden en ezels op de markt
| Jaartal | Aantal paarden / ezels |
| ------- | ---------------------- |
| 2001    | 2.220 / 16             |
| 2002    | 1.941 / 36             |
| 2003    | 2.438 / 48             |
| 2004    | 1.883 / 62             |
| 2005    | 1.907 / 15             |
| 2006    | 1.702 / 12             |
| 2007    | 1.815 / 18             |
| 2008    | 2.113 / 8              |
| 2009    | 2.319 / 21             |
| 2010    | 2.043 / 10             |
| 2011    | 2.096 / 30             |
| 2016    | 1.253 / 12             |
| 2017    | 1.754 / 22             |
| 2018    | 1.354 / 22             |
| 2019    | 1.296 / 18             |
| 2022    | 1.005 / 18             |
| 2023    | 863 / 13               |
| 2024    | 1.090 / 22             |

## Zuidlaardermarkt Monument

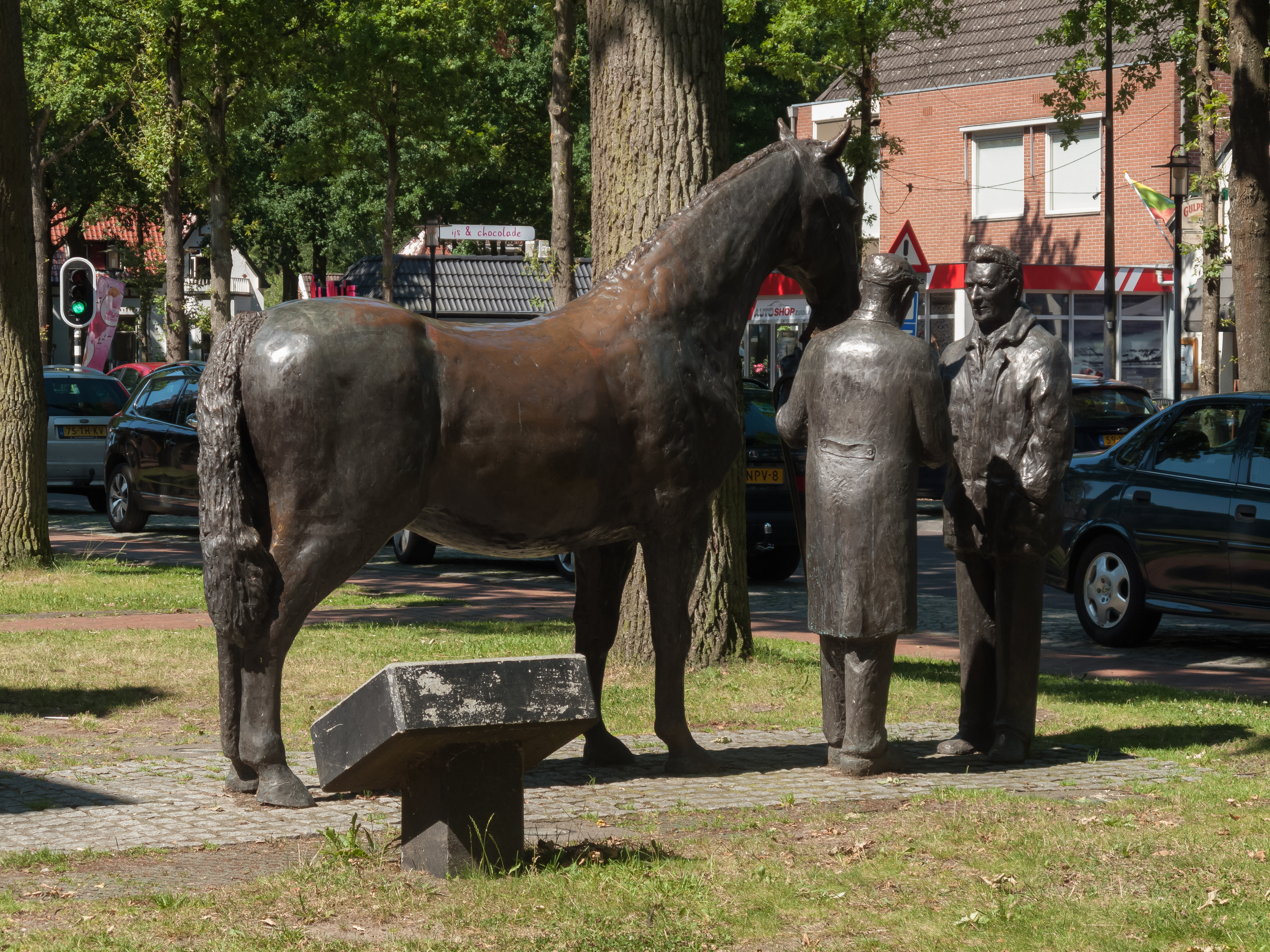
het Zuidlaardermarktmonument

Op 13 oktober 2000 werd in Zuidlaren het monument ter ere van de 800e Zuidlaardermarkt onthuld. De Stichting Evenementen Zuidlaardermarkt vatte het plan op om ter gelegenheid van de 800e markt een monument in het centrum van Zuidlaren te verwezenlijken.

### Realisatie
Uiteindelijk is er gekozen voor een beeldengroep (bestaande uit een levensgroot paard met twee markthandelaren) waarin op realistische wijze de paardenhandel is uitgebeeld. Als model voor dit paard is het paard Tinus gebruikt van de bekende Zuidlaarder paardenhandelaar Willem Roelfsema. De maker van dit 1500 kilo wegend bronzen monument is de kunstenaar Frans Ram uit Hogebeintum. Door de bijdragen van vele sponsoren kon dit beeld worden gerealiseerd. Het beeld werd onder grote publieke belangstelling onthuld door Prins Willem Alexander. Het beeld werd nadien door de Stichting Evenementen Zuidlaardermarkt geschonken en in eigendom overgedragen aan de gemeente Tynaarlo, die het in dank heeft aanvaard.